# Corriente de probabilidad
En mecánica cuántica, la (densidad de) corriente de probabilidad (a veces llamada flujo de probabilidad) es una cantidad matemática que describe el flujo de probabilidad. Más específicamente, si se concibe la probabilidad como un fluido heterogéneo, entonces la corriente de probabilidad es la tasa de flujo de este fluido.
Matemáticamente, la corriente de probabilidad es un vector real que cambia en el espacio y el tiempo. Las corrientes de probabilidad son análogas al densidad de corriente de masas en hidrodinámica y a la densidad de corriente eléctrica en electromagnetismo. Como en esos campos, la corriente de probabilidad está relacionada con la función de densidad de probabilidad mediante una ecuación de continuidad. La corriente de probabilidad es invariante bajo transformación gauge.
El concepto de corriente de probabilidad también se utiliza fuera de la mecánica cuántica, cuando se trata de funciones de densidad de probabilidad que cambian con el tiempo, por ejemplo en el movimiento browniano y la ecuación de Fokker-Planck.

## Definición (3-corriente no-relativista)

### Partícula libre de espín 0
En mecánica cuántica no relativista, la corriente de probabilidad j de la función de onda {\displaystyle \Psi } de una partícula de masa {\displaystyle m} en una dimensión se define como
{\displaystyle j={\frac {\hbar }{2mi}}\left(\Psi ^{*}{\frac {\partial \Psi }{\partial x}}-\Psi {\frac {\partial \Psi ^{*}}{\partial x}}\right)={\frac {\hbar }{m}}\Re \left\{\Psi ^{*}{\frac {1}{i}}{\frac {\partial \Psi }{\partial x}}\right\}={\frac {\hbar }{m}}\Im \left\{\Psi ^{*}{\frac {\partial \Psi }{\partial x}}\right\},}
donde {\displaystyle \Psi ^{*}} denota el complejo conjugado de la función de onda, {\displaystyle \Re } denota la parte real, y {\displaystyle \Im } denota la parte imaginaria. Nótese que la corriente de probabilidad es proporcional a un Wronskiano {\displaystyle W(\Psi ,\Psi ^{*})}. En tres dimensiones, lo anterior se generaliza como:
{\displaystyle \mathbf {j} ={\frac {\hbar }{2mi}}\left(\Psi ^{*}\mathbf {\nabla } \Psi -\Psi \mathbf {\nabla } \Psi ^{*}\right)={\frac {\hbar }{m}}\Re \left\{\Psi ^{*}{\frac {\nabla }{i}}\Psi \right\}={\frac {\hbar }{m}}\Im \left\{\Psi ^{*}\nabla \Psi \right\}\,,}
donde {\displaystyle \hbar } es la constante de Planck reducida, {\displaystyle m} es la masa de la partícula, {\displaystyle \Psi } es la función de onda, y {\displaystyle \nabla } denota el gradiente u operador. Esto se puede simplificar en términos del operador de momento lineal,
{\displaystyle \mathbf {\hat {p}} =-i\hbar \nabla }
para obtener
{\displaystyle \mathbf {j} ={\frac {1}{2m}}\left(\Psi ^{*}\mathbf {\hat {p}} \Psi -\Psi \mathbf {\hat {p}} \Psi ^{*}\right)}
Estas definiciones utilizan la base de posición (es decir, para una función de onda en el espacio de posición), pero es posible el espacio de momento.

### Partícula de espín 0 en un campo electromagnético
La definición anterior debe ser modificada para un sistema en un campo electromagnético externo. En unidades del SI, una partícula cargada de masa m y carga eléctrica q incluye un término debido a la interacción con el campo electromagnético;
{\displaystyle \mathbf {j} ={\frac {1}{2m}}\left[\left(\Psi ^{*}\mathbf {\hat {p}} \Psi -\Psi \mathbf {\hat {p}} \Psi ^{*}\right)-2q\mathbf {A} |\Psi |^{2}\right]}
donde A = A(r, t) es el potencial magnético. El término q·A tiene dimensiones de momento. Obsérvese que {\displaystyle \mathbf {\hat {p}} =-i\hbar \nabla } utilizado aquí es el momento canónico y no es invariante gauge, a diferencia del operador de momento. {\displaystyle \mathbf {\hat {P}} =-i\hbar \nabla -q\mathbf {A} }. En unidades gaussianas:
{\displaystyle \mathbf {j} ={\frac {1}{2m}}\left[\left(\Psi ^{*}\mathbf {\hat {p}} \Psi -\Psi \mathbf {\hat {p}} \Psi ^{*}\right)-2{\frac {q}{c}}\mathbf {A} |\Psi |^{2}\right]}
donde c es la velocidad de la luz.